# Am Dam
Am Dam est une commune de l'est du Tchad, chef-lieu du département du Djourouf Al Ahmar.

## Personnalités liées
- Hissein Hassan Abakar, président du Conseil supérieur des affaires islamiques du Tchad, né vers 1947.